# مگنولیا پورتوریکو
مگنولیا پورتوریکو (نام علمی: Magnolia portoricensis) نام یک گونه از سرده ماگنولیا است.